# Peter Löhr (Fußballspieler)
Peter Löhr (* 1. September 1959 in Bürstadt) ist ein ehemaliger deutscher Fußballspieler.
Der 1,75 m große Abwehrspieler begann das Fußballspielen bei Viktoria Aschaffenburg. Nachdem er von 1979 bis November 1980 für den VfR Bürstadt spielte, wo er in 41 Einsätzen drei Tore schoss, wechselte er zu Fortuna Düsseldorf. Für Fortuna absolvierte er von Dezember 1980 bis 1985 102 Spiele (kein Tor) in der Fußball-Bundesliga. Bevor er zur Rückrunde 1980/81 nach Düsseldorf kam, hatte er am 18. November 1980 bereits ein Spiel in der Juniorenmannschaft U 21 des DFB absolviert. Bei der 0:1-Niederlage gegen Frankreich wurde er für Lothar Matthäus eingewechselt. Bei der Fortuna hatte Trainer Heinz Höher ab dem 8. Dezember 1980 den entlassenen Otto Rehhagel als Trainer ersetzt. Seinen ersten Bundesligaeinsatz hatte der defensive Mittelfeldspieler am 24. Januar 1981 beim 4:2-Heimerfolg gegen Bayer Uerdingen. Am 31. März 1981 kam er zu seinem zweiten Länderspieleinsatz in der U 21. In Koblenz setzte sich die deutsche Auswahl mit dem defensiven Löhr und den drei Angreifern Pierre Littbarski, Dieter Schatzschneider und Rudi Völler mit 3:1 Toren gegen Spanien durch.
1985 kehrte er in die  zweite Liga zurück, wo er noch für Viktoria Aschaffenburg zwischen 1985 und 1987 und in der Saison 1988/89 mit insgesamt 84 Spiele mit zwei Toren aktiv war. Danach war Löhr Trainer. Unter anderem trainierte er in der Saison 2001/02 Viktoria Aschaffenburg, mit der er den zehnten Platz in der Hessenliga erreichte. und von 2004 bis 2011 die Sportfreunde Seligenstadt, welches bislang der letzte von ihm trainierte Verein ist. Im Dezember 2012 wurde er vom Verwaltungsrat zum Vorstand Sport von Viktoria Aschaffenburg berufen. Derzeit ist er Vizepräsident bei Viktoria Aschaffenburg. Auch ist er häufig Gasttrainer in Rudi Völlers Fußballschule in Cala Millor auf Mallorca. 
Löhr ist bei der Stadt Aschaffenburg angestellt, wo er im Sportamt tätig ist.

## Einzelnachweis
1. ↑  http://sva01.de/news/main-echo-peter-lohr-neuer-viktoria-sportchef/

| Personendaten    | Personendaten            |
| ---------------- | ------------------------ |
| NAME             | Löhr, Peter              |
| KURZBESCHREIBUNG | deutscher Fußballspieler |
| GEBURTSDATUM     | 1. September 1959        |
| GEBURTSORT       | Bürstadt                 |